# 普列奈區
普列奈區是立陶宛考那斯縣内的市镇，行政中心为普列奈。市镇面積为1,031平方公里，2020年人口数量为25,802人。